# Episodi di Don Matteo (settima stagione)

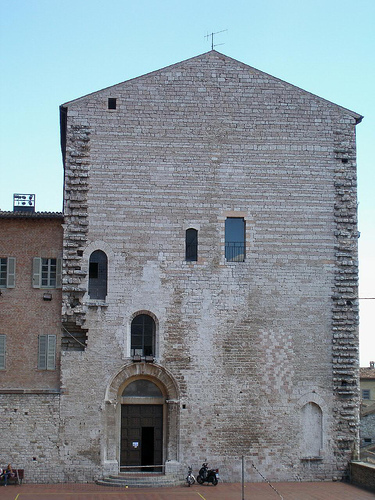
Il Palazzo Pretorio, usato nella serie come caserma dei Carabinieri dalla prima all'ottava stagione

La settima stagione della serie televisiva italiana Don Matteo, dal titolo Don Matteo 7, è composta da 24 episodi ed è andata in onda dal 10 settembre al 26 novembre 2009 su Rai 1 HD. Le serate sono introdotte da dei brevi filmati intitolati Le ricette del maresciallo C, che vedono il maresciallo Cecchini impegnato con i suoi assistenti a curare, maldestramente, la rubrica di cucina per il giornale dell'Arma. Il cast è confermato con l'aggiunta delle new entry Agostino (Andrea Pittorino), e di Susy Dallara (Sydne Rome).
| nº | Titolo                        | Prima TV Italia   |
| -- | ----------------------------- | ----------------- |
| 1  | L'ultimo salto                | 10 settembre 2009 |
| 2  | Il mestiere di crescere       | 10 settembre 2009 |
| 3  | Orma d'orso                   | 17 settembre 2009 |
| 4  | La ragazza senza nome         | 17 settembre 2009 |
| 5  | Non è uno scherzo             | 24 settembre 2009 |
| 6  | Numeri primi                  | 24 settembre 2009 |
| 7  | Dietro le mura del convento   | 1º ottobre 2009   |
| 8  | Caro papà                     | 1º ottobre 2009   |
| 9  | Questione d'onore             | 8 ottobre 2009    |
| 10 | Mai dire trenta               | 8 ottobre 2009    |
| 11 | L'anello                      | 15 ottobre 2009   |
| 12 | Chi ha ucciso Toro Seduto?    | 15 ottobre 2009   |
| 13 | Mete ambiziose                | 22 ottobre 2009   |
| 14 | L'anniversario                | 22 ottobre 2009   |
| 15 | Balla con me                  | 29 ottobre 2009   |
| 16 | Corsa contro il tempo         | 29 ottobre 2009   |
| 17 | La cattiva strada             | 5 novembre 2009   |
| 18 | Amabile chiacchierata         | 5 novembre 2009   |
| 19 | Perfetta                      | 12 novembre 2009  |
| 20 | Tango                         | 12 novembre 2009  |
| 21 | Perché non lo diciamo a papà? | 19 novembre 2009  |
| 22 | Sai chi viene a cena?         | 19 novembre 2009  |
| 23 | Una margherita per Natalina   | 26 novembre 2009  |
| 24 | Ad ogni costo                 | 26 novembre 2009  |

## L'ultimo salto
- Diretto da: Lodovico Gasparini
- Scritto da:

### Trama
Don Matteo ed il vescovo Hanry Benelli si ritrovano all'Aero Club di Gubbio per un lancio con il paracadute in ricordo dei vecchi tempi. Dopo il salto dall'elicottero, però, qualcosa va storto e Monsignor Benelli sparisce nel vuoto e ancora vivo. Il capitano Tommasi incontra alla stazione Patrizia Cecchini, la figlia del maresciallo, appena rientrata da un anno di studi a Barcellona, pronta ad inseguire nuovi sogni e progetti. Intanto la canonica si prepara ad accogliere un nuovo piccolo ospite.
- Altri interpreti: Giuseppe De Rosa (Vittorio Risi), Laura Nardi (Anna Risi), Martina Russo (fidanzata di Antonio), Dario De Rosa (Antonio), Gianluca Di Gennaro (Sergio Marotta), Philippe Leroy (Vescovo Hanry Benelli), Corrado Solari (medico)
- Ascolti Italia: telespettatori 6 478 000 – share 23,51%[1]

## Il mestiere di crescere
- Diretto da: Lodovico Gasparini
- Scritto da:

### Trama
Don Matteo è il nuovo insegnante di religione del Liceo Scientifico di Gubbio. Nel suo primo giorno si troverà ad affrontare i “turbolenti” ragazzi della V B ed in particolare Daniele, principale indiziato per la recente aggressione alla prof. d'italiano. Intanto si avvicina l'attesissimo incontro di boxe tra la caserma di Gubbio e quella di Perugia. Il campione eugubino è fuori gioco a causa di un infortunio, ma il maresciallo Cecchini ha già in mente un degno sostituto.
- Altri interpreti: Vincenzo Alfieri (Daniele Valente), Daniela Battizzocco (Angela Rosetti), Rodolfo Castagna (Max Monti), Alfredo Cavazzoni (Giovanni Ventroni), Gianni Colini Baldeschi (Antonio Gorini), Paola Contini (Anna Gorini), Laura Glavan (Serena Gorini), Nicola Sorrenti (Alessio Rosetti), Edoardo Persia (Don Deodato), Philippe Leroy (Vescovo Hanry Benelli), Ilaria Spada (Amanda Patriarchi), Sydne Rome (Susy Dallara)
- Nota: il personaggio interpretato in questo episodio da Laura Glavan è diverso da quello della stagione 8.
- Ascolti Italia: telespettatori 5 298 000 – share 26,74%[1]

## Orma d'orso
- Diretto da: Lodovico Gasparini
- Scritto da:

### Trama
Il proprietario di una grande azienda di allevamento di bestiame viene ritrovato senza vita in fondo ad un dirupo. I segni sul cadavere sono la prova dell'aggressione di un orso. Solo l'intuizione di Don Matteo porterà i carabinieri sulla pista giusta. Intanto il maresciallo presta la sua preziosissima utilitaria al Capitano per andare a prendere Amanda all'aeroporto, ma sulla via del ritorno si verifica un piccolo incidente che si pensa abbia a che fare, almeno all'inizio, con l'omicidio.
- Altri interpreti: Martina Melani (Monica Baldi), Andrea Cagliesi (Carlo Baldi), Paolo Gasparini (Michele Riva), Enzo Marcelli (Enzo Bombolino), Lucrezia Romana Antonelli (Emilia Baldi), Yvonne Sciò (Irene Baldi), Ilaria Spada (Amanda Patriarchi), Fernando Siciliano (Franco Baldi)
- Ascolti Italia: telespettatori 6 234 000 – share 24,36%[2]

## La ragazza senza nome
- Diretto da: Giulio Base
- Scritto da:

### Trama
In canonica si presenta una ragazza che ha perso la memoria, ma che ha il maglione macchiato di sangue. Non sapendo come chiamarla Agostino decide che si chiamerà Celeste come il colore del suo ciondolo. I carabinieri scopriranno che si tratta di una ragazza straniera fidanzata con un rampollo che però è anche uno spacciatore di cocaina. Celeste è incinta e per proteggerla, il padre del suo bambino non si scagiona dalle accuse fattegli nel momento in cui viene ritrovato in una scarpata il corpo del fidanzato di Celeste, la quale viene a conoscenza del fatto di essere una prostituta. L'episodio si conclude con la completa assoluzione di Celeste in quanto si scopre che è stata legittima difesa. Nel frattempo in caserma arriva un poliziotto americano amico del Capitano Tommasi, che farà perdere le staffe a tutti, tant'è che Giulio esprimerà apertamente la stima e l'affetto che nutre nei confronti di Cecchini.
- Altri interpreti: Tamara Tunova (Nina Slavic detta "Celeste"), Daniel Emilio Baldock (Jordan), Ettore D'Alessandro (Luca Guidi), Edoardo Persia (Don Deodato), Gianna Paola Scaffidi (Angela Guidi), Marius Verdesi (Vlad Volovic), Philippe Leroy (Vescovo Hanry Benelli)
- Ascolti Italia: telespettatori 6 393 000 – share 26,14%[2]

## Non è uno scherzo
- Diretto da: Giulio Base
- Scritto da:

### Trama
Un ragazzo disabile è preso di mira dai bulli della scuola. Il "capo" del gruppo viene ritrovato il giorno dopo privo di sensi. Tutto fa pensare ad una vendetta, ma l'intuizione di Don Matteo porterà a galla la verità. Intanto Cecchini e Tommasi sono alle prese con l'arrivo improvviso di Gaia, la ex fidanzata del capitano, da tenere nascosta ad Amanda.
- Altri interpreti: Michele Balducci (Nanni), Francesca Ferrazza (Viola Angeletti), Cristina Liberati (Carla Simoncini), Micol Azzurro (Gaia Ruggieri), Philippe Leroy (Vescovo Hanry Benelli), Ilaria Spada (Amanda Patriarchi), Sydne Rome (Susi Dallara), Michele Amoruso (Alberto Marcucci), Angelo Lorusso (Edoardo Monaco), Cosma Brussani (Michele), Gabriele Penteriani (Maurizio Simoncini)
- Ascolti Italia: telespettatori 6 604 000 – share 23,55%[3]

## Numeri primi
- Diretto da: Lodovico Gasparini
- Scritto da:

### Trama
Al liceo di Gubbio si svolgono le Olimpiadi di matematica. Il Prof. Martinoni, promotore dell'evento, viene trovato morto nella sua stanza d'albergo. I sospetti ricadono su Enrico, uno dei ragazzi della casa famiglia di Suor Maria, che dovrà chiedere l'aiuto di Don Matteo per provarne l'innocenza. Intanto la Signora Cecchini decide di partecipare all'imminente torneo di scopone senza il marito. Ha trovato un nuovo compagno con il quale è sicura di vincere. Ma il maresciallo non si arrende.
- Altri interpreti: Antonio Stornaiolo (Arnaldo Marazzi), Claudio Puglisi (Federico Martinoni), Alessandro Borghi (Enrico Mastroianni), Marzia Fontana (Carlotta Biffi), Mario Lucarelli (Eugenio Giordani), Mariella Valentini (Elisabetta Taurino), Sydne Rome (Susi Dallara)
- Ascolti Italia: telespettatori 5 734 000 – share 24,02%[3]

## Dietro le mura del convento
- Diretto da: Lodovico Gasparini
- Scritto da:

### Trama
È tempo di visite per suor Maria: un suo ex fidanzato si presenta a Gubbio e le chiede di ospitarlo per qualche tempo in convento. Proprio in quei giorni Angelica, una delle novizie, viene trovata in fin di vita a causa di un brutto colpo alla testa ed uno dei quadri conservati nel deposito sparisce misteriosamente. Intanto il maresciallo ed il capitano si iscrivono ad un corso di spagnolo per scoprire, il primo giorno di lezione, che la loro insegnante sarà proprio Patrizia Cecchini.
- Altri interpreti: Emilia Verginelli (suor Carmela/Giulia), Luca Calvani (Andrea Begalli), Sara Cimadamore (suor Angelica/Azzurra), Andrea Gambuzza (Donato Canterini), Veronica Niccolai (suor Ippolita), Philippe Leroy (Vescovo Hanry Benelli), Sydne Rome (Susi Dallara), Maria Cristina Maccà (donna partecipante al corso di lingua spagnola)
- Ascolti Italia: telespettatori 6 211 000 – share 21,85%[4]

## Caro papà
- Diretto da: Lodovico Gasparini
- Scritto da:

### Trama
Il bar tabaccheria della famiglia Carrani viene rapinato. Il maresciallo Cecchini avvia subito le indagini, ma è distratto dall'arrivo in città di Cosimo Bordin, un trentenne friulano di Paularo, che sostiene di essere suo figlio. Il quadro, tra rapine, strozzini e debiti di gioco, non è semplice ma don Matteo affianca i carabinieri determinato a far emergere la verità. Mentre deve vedersela anche con Agostino convinto che tutti gli abitanti della canonica siano dei supereroi.
- Altri interpreti: Salvatore Li Causi (Cosimo Bordin), Chiara Ricci (Giorgia Carrani), Alberto Bognanni (Claudio Magri), Marco Cassini (Elio Guarnieri), Serena Bennato (Miriam Guarnieri), Sergio Di Giulio (Alberto Carrani), Rosa Genovese (Flavia Carrani), Domenico Diele (Dario Carrani)
- Ascolti Italia: telespettatori 5 336 000 – share 21,88%[4]

## Questione d'onore
- Diretto da: Lodovico Gasparini
- Scritto da:

### Trama
L'arrivo di un vecchio amico di Tommasi, Luca, risveglia lo spirito goliardico del capitano e solleva le gelosie del maresciallo, che si sente messo da parte. A Don Matteo toccherà consolare Cecchini e far luce sulle indagini per l'aggressione di un ufficiale dell'esercito. Intanto Patrizia decide di andare a vivere da sola. L'appartamento che ha trovato, però, ha bisogno di qualche ritocchino. Sarà il capitano Tommasi ad aiutarla, con la promessa di tenere il maresciallo all'oscuro di tutto.
- Altri interpreti: Alessandro Adriano (Luca Quadri), Andrea Atzei (Filippo Iorio), Robert Madison (Emanuele Iorio), Daniela Fazzolari (Angela), Ivan Bacchi (Aldo Sivieri), Nino D'Agata (Corrado Lanza), Dina Braschi (Rosalba Iorio), Maria Elena Vandone (Sonia Iorio)
- Ascolti Italia: telespettatori 6 777 000 – share 24,23%[5]

## Mai dire trenta
- Diretto da: Giulio Base
- Scritto da:

### Trama
Ad un'asta, viene comprato un prezioso quadro di 30 000 euro legato a una macabra leggenda. Il vincitore dell'asta viene trovato morto. Si pensa subito che sia stata una maledizione, dovuta a quel quadro che se si toccava si moriva il 30 di quel mese. Don Matteo vuole vederci chiaro e scopre che il gestore della Locanda del Cervo aveva molti debiti con degli strozzini. Nel frattempo Giulio e Patrizia rimangono bloccati alla Locanda del Cervo a causa di un temporale e di un guasto all'automobile. Complice una cenetta a lume di candela e qualche bicchiere di troppo, Giulio regala una rosa a Patrizia, i due sono costretti a passare la notte nella stessa camera senza sapere che proprio nella stanza attigua si trovano Cecchini con Don Matteo che tenta di aiutare il Maresciallo a superare una stupida superstizione che ha a che fare con il quadro, che la vittima aveva comprato.
- Altri interpreti: Sandro Ghiani (Maurizio Cantini), Crescenza Guarnieri (Oriana Cantini), Enzo Marcelli (Enzo Bombolino), Gianluca Jacquier (Serse Amezzo), Evelina Nazzari (Giusy Morresi), Camilla Semino Favro (Claudia Morresi), Sydne Rome (Susy Dallara), Sergio Chimenti (Augusto Sinibaldi)
- Ascolti Italia: telespettatori 5 943 000 – share 24,56%[5]

## L'anello
- Diretto da: Giulio Base
- Scritto da:

### Trama
Una donna è scomparsa e tutto fa pensare a un incidente d'auto. A don Matteo però non è sfuggito un dettaglio, infatti quando Natalina porta Billo a fare una passeggiata nelle vicinanze del luogo dell'incidente trova un anello, don Matteo guarda l'anello per vedere la data e il nome degli sposi, quindi si scoprirà chi è la donna scomparsa. Intanto Amanda fa ordine tra le cose del capitano con l'aiuto del maresciallo. I due buttano accidentalmente un "vecchio" guantone da boxe a cui Tommasi tiene particolarmente.
- Guest star: Nino Benvenuti (sé stesso)
- Altri interpreti: Lavinia Biagi (Anita Fontana/Martina Battistoni), Marco Maria Casazza (Federico Tocci), Giorgia Trasselli (Miriam Fanticelli), Danila Stalteri (Marzia Innocenzi), Edoardo Trasmondi (Carlo Fanticelli), Ilaria Spada (Amanda Patriarchi), Valeria D'Alessandro (Cristina Tocci), Biagio Martire (Angelo Rossani)
- Ascolti Italia: telespettatori 6 695 000 – share 23,74%[6]

## Chi ha ucciso Toro Seduto?
- Diretto da: Giulio Base
- Scritto da:

### Trama
Gubbio ospita un noto show sul West nel quale è coinvolto anche un ex fidanzato di Amanda. Durante lo show, "Toro Seduto", che era il protagonista dello show, cade dal cavallo e sbatte la testa su una pietra che lo uccide. Si noterà che i lacci di sicurezza della sella sono stati tagliati apposta e verrà indagata la ragazza che si occupava di sellare i cavalli.
- Altri interpreti: Francesco Arca (Ferdinando Esposito), Irmo Bogino (Enzo Borgobello), Barbato De Stefano (Luca Mariani), Alessia Goria (Cecilia Borgobello), Giorgia Sinicorni (Mariarosa Gualdi), Eleonora Siro (Lisa Mariani), Andrea Giovannini (Ernesto Mariani), Tiziana Camelin (Tiziana Balzaretti), Ilaria Spada (Amanda Patriarchi)
- Ascolti Italia: telespettatori 5 782 000 – share 24,47%[6]

## Mete ambiziose
- Diretto da: Lodovico Gasparini
- Scritto da:

### Trama
Prima dello scontro decisivo tra la squadra del Rugby Gubbio e gli avversari scozzesi, il capitano eugubino viene aggredito in circostanze misteriose. Quando i sospetti ricadono su Sauro, l'allenatore del Gubbio, Don Matteo viene chiamato a sostituirlo. Intanto Patrizia riceve un mazzo di rose da un ammiratore segreto ed il maresciallo crede di averne intuito la provenienza.
- Altri interpreti: Tommaso Ramenghi (Paolo Sardi), Diego D'Elia (Luca), Gabriele Merlonghi (Simone Berti), Olga Shapoval (Silvia Ricci), Gianpiero Cognoli (Colin), Francis Pardeilhan (Scott McGuire), Robert Iaboni (Ignazio), Lele Vannoli (Sauro Domenici), Ilaria Spada (Amanda Patriarchi), Sydne Rome (Susy Dallara), Luciano Luminelli (Claudio De Santis), Assunta Calvi (Francesca Berti)
- Ascolti Italia: telespettatori 6 836 000 – share 24,07%[7]

## L'anniversario
- Diretto da: Giulio Base
- Scritto da:

### Trama
Cristina Tanzi torna a Gubbio con la sua piccola Lucia per dire al padre della bambina che ha una figlia. A questo scopo affida la bambina alle cure di suor Maria per alcune ore. La mattina dopo, però, viene ritrovato il corpo di Cristina, investito da una vecchia macchina. I Carabinieri arrestano quindi il presunto colpevole, Franco Liberti, che attualmente si sta preparando per il suo anniversario di matrimonio con la moglie Gaia. Sebbene non sapesse nulla della sua relazione con Cristina, continua a non credere che Franco sia colpevole. Disperata, si rivolge a Don Matteo, che inizia quindi le proprie indagini per dimostrare l'innocenza di Franco e per trovare una nuova famiglia alla piccola Lucia. Dopo un consiglio di Natalina, scopre finalmente i veri retroscena. È anche Natalina a provocare ulteriore eccitazione perché dice a una vecchia amica che anche lei è sposata e ha un figlio. Quindi nomina suo marito il Capitano Tommasi, che ovviamente all'inizio non ne ha idea, ma alla fine capisce il gioco e, con stupore di Natalina, dopo gioca anche a fare in modo che Natalina non sembri una bugiarda.
- Altri interpreti: Anna Favella (Gaia Liberti), Federica Bianco (Valeria Bosco), Filippo Valle (Franco Liberti), Leone Lanz Cremona (Lucia Tanzi), Stefania Spugnini (Simona), Elisa Della Valentina (Cristina Tanzi), Metis Di Meo (Lisa Alberti), Alberto Tordi (Giacomo Gigli), Tiziana Camelin (Tiziana Balzaretti), Salvo Traina (Aldo Brandi), Andreina Ciucci (Antonella Gigli)
- Ascolti Italia: telespettatori 6 451 000 – share 26,09%[7]

## Balla con me
- Diretto da: Giulio Base
- Scritto da:

### Trama
Il castello dei marchesi Sanza è teatro di un omicidio che, secondo i Carabinieri, potrà rivelarsi il seguito di un tentativo di furto finito male. Don Matteo però non ne è troppo convinto. Intanto in caserma fervono i preparativi per il ballo dell'Arma a cui dovrà partecipare anche il capitano Tommasi. C'è un problema però: Amanda, che dovrebbe essere l'accompagnatrice al ballo, si trova a Tokyo per lavoro; il suo posto lo prende Patrizia.
- Altri interpreti: Mauro Bosco (Cesare Sanza), Eleonora Salini (Sara Guidi), Francesco Stella (Angelo Guidi), Patricia Vezzuli (Carolina Sanza), Paolo Persi (Giulio Sanza), Ilaria Spada (Amanda Patriarchi), Antonio Leotta (Marco Bonifazi)
- Ascolti Italia: telespettatori 6 403 000 – share 23,12%[8]

## Corsa contro il tempo

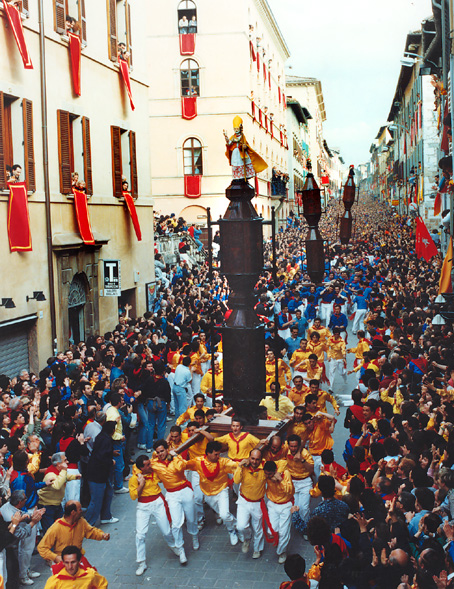
Nell'episodio Corsa contro il tempo viene mostrata la celebre Corsa dei Ceri.

- Diretto da: Giulio Base
- Scritto da:

### Trama
A Gubbio, durante la celebre Corsa dei Ceri, avviene un omicidio. I carabinieri si mettono subito sulle tracce dell'assassino ma le indagini sono ostacolate dalla presenza in caserma del colonnello Di Giovanni, che si dimostra fin dal principio maschilista e molto pignolo, scatenando l'ira di Amanda e Caterina.
- Altri interpreti: Renato Cortesi (Basilio Monti), Gina Rovere (madre del colonnello), Gian Marco Tavani (Andrea Lugli), Dario Cassini (Colonnello Enrico Maria Di Giovanni), Adriano Braidotti (Giorgio), Flora Canto (Rossella Farneti), Chiara Pozzilli (Giulia Conti), Marco Caldoro (Frate Modesto), Ilaria Spada (Amanda Patriarchi), Domenico Basile (Alfredo Cerasolo), Gian Marco Matteucci (Gabriele Ravagli)
- Ascolti Italia: telespettatori 5 421 000 – share 23,45%[8]

## La cattiva strada
- Diretto da: Giulio Base
- Scritto da:

### Trama
Al fiume, viene trovato dentro un'auto il cadavere di un ragazzo che era uscito dal carcere poche ore prima. Intanto, per il Maresciallo Cecchini è finalmente giunta la promozione dopo aver salvato una ragazza dalle fiamme, ma in realtà non è andata veramente così.
- Altri interpreti: Nunzia Schiano (Angela Pesenti), Sarita Agnes Rossi (Lalita Singh), Subash Scheggi Merlini (Ahmed Singh), Alessandro Schiavo (Omar Pesenti), Michele De Girolamo (Giovanni Pesenti)
- Ascolti Italia: telespettatori 7 259 000 – share 25,76%[9]

## Amabile chiacchierata
- Diretto da: Giulio Base
- Scritto da:

### Trama
Dentro un appartamento, viene trovato il corpo di un medico originario di Gubbio che era tornato dopo tanti anni. Perché era tornato a Gubbio? Susi, la preside del Liceo Scientifico di Gubbio, è sospettata dell'omicidio, perché è stata trovata dentro l'appartamento del medico addormentata sul divano. Intanto, Amanda impone al Capitano Tommasi di richiedere di trasferirsi a Roma, altrimenti lei lo lascerà. Allora Tommasi decide di chiedere ad Amanda di sposarlo, il maresciallo nella sua goffaggine farà di tutto per far cambiare idea al capitano ma forse non sarà necessario il suo intervento.
- Altri interpreti: Anna Rita Chierici (Marta Felici), Sebastiano Busiri Vici (Benito Bai), Sydne Rome (Susi Dallara), Davide Gambarini (Luca Ascani), Federico Brugnone (Fausto Ascani), Ilaria Spada (Amanda Patriarchi)
- Nota: Il maresciallo Cecchini dopo che ha avuto la promozione da maresciallo Capo a Maresciallo Aiutante nell'episodio precedente porta ancora i pantaloni con le bande strisce rosse cosa da quel grado non si porta.
- Ascolti Italia: telespettatori 6 477 000 – share 27,87%[9]

## Perfetta
- Diretto da: Giulio Base
- Scritto da:

### Trama
A Gubbio si tiene il concorso di "Miss Umbria" e Natalina fa parte della giuria. Ma anche don Matteo viene coinvolto nel mondo delle miss in seguito alla misteriosa morte di una delle concorrenti. Dopo aver lasciato Amanda, Tommasi si scopre sempre più innamorato di Patrizia. Cecchini, invece, è convinto che il capitano sia innamorato di Tiziana, la nuova ausiliaria della caserma.
- Altri interpreti: Damiano Verrocchi (Luciano Belli), Sofia Bruscoli (Isabella), Paola Casella (Giulia D'Antonio), Tiziana Camelin (Tiziana Balzaretti), Roberto Zibetti (Amedeo Righi), Sydne Rome (Susi Dallara), Enrica Pintore (Tatiana De Magistris), Paola Casella (Sara Righi), Giorgio Ceci (Sergio), Elena Presti (Giovanna D'Antonio)
- Ascolti Italia: telespettatori 7 645 000 – share 26,69%[10]

## Tango
- Diretto da: Giulio Base
- Scritto da:

### Trama
Determinato a riportarla con sé a Barcellona, arriva a Gubbio Julio, l'ex fidanzato di Patrizia, la figlia di Cecchini. Il maresciallo farà di tutto per evitare che questo accada, con la complicità, non proprio disinteressata, del capitano Tommasi. Intanto a Gubbio c'è il concorso internazionale di tango, ma il vincitore annunciato viene trovato morto nella palestra dell'oratorio dove si trovava per le prove dello spettacolo. Il capitano Tommasi e il maresciallo Cecchini tentano in tutti i modi di ostacolare le intenzioni di Julio. Intanto il giorno della gara di tango, mentre Julio se ne va, Patrizia e il capitano Tommasi si baciano e da lì nasce un nuovo amore nella fiction.
- Altri interpreti: Federica De Cola (Pepita), Marina Limosani (Giusy), Rosaria Russo (Cristina), Manuela Gatti (Carmen), Gilles Rocca (Julio), Simone Di Pasquale (Victor Suarez)

## Perché non lo diciamo a papà? (Per una madre)
- Diretto da: Giulio Base
- Scritto da:

### Trama
Torna a Gubbio la madre del piccolo Agostino. La donna, accusata del tentato omicidio di un trafficante d'armi, è ospite della canonica, ma chiede a don Matteo di non rivelare la sua identità al bambino, suscitando la disapprovazione di Natalina. Intanto l'amore tra Patrizia e Tommasi cresce e i due cominciano a frequentarsi, tentando però di tenere il maresciallo all'oscuro di tutto.
- Altri interpreti: Lorenzo Federici (Davide Foschi), Elena Barolo (Laura Serafini), Fabien Lucciarini (Max Clausen), Lorenzo Majnoni (Cesare Foschi), Irena Golubreva (Liuba), Francesca Giovanetti (Isabella Foschi), Sydne Rome (Susi Dallara).
- Ascolti Italia: telespettatori 7 340 000 – share 26,90%[11]

## Sai chi viene a cena?
- Diretto da: Giulio Base
- Scritto da: Mariella Sellitti

### Trama
Il paese sulle colline umbre fa da sfondo alle riprese del centesimo episodio di una soap di successo, "Le onde del cuore". Qualcosa però ne interromperà presto le registrazioni: viene infatti ucciso uno dei protagonisti dello show in circostanze misteriose. Nel frattempo il capitano Tommasi e Patrizia devono decidere come rivelare il loro amore e decidono di palesare la loro relazione con una cena.
- Guest star: Martina Colombari (Paola Miceli/Carmen Cordero)
- Altri interpreti: Selvaggia Quattrini (Ilaria Canofari), Massimo Reale (Andrea Canofari), Philippe Leroy (Vescovo Hanry Benelli), Alberto Lo Porto (Nico Vuolo), Sydne Rome (Susi Dallara), Renato Liprandi (Filippo Passini), Antonio Bracciani (Fabio)

## Una margherita per Natalina
- Diretto da: Elisabetta Marchetti
- Scritto da:

### Trama
Natalina è testimone involontaria dell'omicidio di un pizzaiolo, amico di Don Matteo. I Carabinieri decidono di metterla sotto copertura. Intanto Amanda torna a Gubbio decisa a riconquistare il cuore del Capitano. Dopo lo shock della notizia del fidanzamento di sua figlia Patrizia con il Capitano Tommasi, Cecchini decide di cogliere la palla al balzo diventando complice dell'ex fidanzata di Tommasi.
- Altri interpreti: Valentina Corti (Maddalena), Giancosimo Pagliara (Luigi Semeraro), Alessandro Tersigni (Mimmo Grilli), Bruno Bilotta (Gennaro Pasquale), Luigi Grillo (Arturo), Vincenzo Bova (Orfeo Margiotta), Ilaria Spada (Amanda Patriarchi), Sydne Rome (Susi Dallara), Luigi Grilli (Arturo), Emma Nitti (Vittoria Galasso)
- Ascolti Italia: telespettatori 7 863 000 – share 28,65%[12]

## Ad ogni costo
- Diretto da: Giulio Base
- Scritto da:

### Trama
Cecchini sembra essere riuscito nell'intento di separare Giulio e Patrizia: lei non lo vuole più vedere ed è decisa a partire per Barcellona dove a sua detta Julio è pronto ad accoglierla a braccia aperte. Cecchini non riesce a farsi perdonare dalla figlia e allo stesso tempo non vuole che lei parta, ma nemmeno che stia con il suo superiore. Anche Don Matteo ha i suoi problemi, infatti rischia la scomunica in quanto un ragazzo sostiene che il prete abbia violato il segreto della confessione per favorire le indagini sull'esplosione di un'auto e sulla presunta violenza subita da una ragazza. Don Matteo però non perde le speranze e riesce a dimostrare la sua innocenza e il fatto che è stato vittima di un complotto. Anche questa è risolta, ma la cosa a cui Don Matteo tiene ora è far riappacificare Cecchini, Patrizia e il capitano; così, dopo una chiacchierata con il prete, Cecchini decide di parlare al Capitano e capisce che lui e sua figlia sono davvero innamorati, ma forse è troppo tardi perché Patrizia ha appena preso un pullman che la porterà a Roma da dove prenderà un volo per Barcellona. Inizia così una corsa contro il tempo guidata da Giulio e Cecchini nella speranza di fermare l'autobus e difatti, grazie alla divisa, riescono ad incontrare il bus in una stradina di campagna e a fermarlo. Giulio dichiara il suo amore a Patrizia pronunciando quelle parole che tanto lei avrebbe voluto sentirsi dire: "Ti amo". Un lungo bacio e lo svenimento di Cecchini coronano il sogno d'amore. Cecchini però non demorde e dal giorno dopo accetta la storia d'amore della figlia, ma alle sue condizioni e cioè che Severino li controlli e che con minuzia di particolari informi il maresciallo di ogni loro spostamento. L'episodio termina con la messa celebrata da Don Matteo appena rientrato in "servizio" e il suo sguardo protettore su tutti i partecipanti.
- Altri interpreti: Lidia Cocciolo (Cinzia Ielpo), Luca Mannocci (Gabriele Moro), Alberto Mica (Nicola Bonifanti), Edoardo Persia (Don Deodato), Philippe Leroy (Vescovo Hanry Benelli), Sydne Rome (Susi Dallara), Enzo Marcelli (Enzo Bombolino)
- Ascolti Italia: telespettatori 7 169 000 – share 32,36%[12]